# Lafia

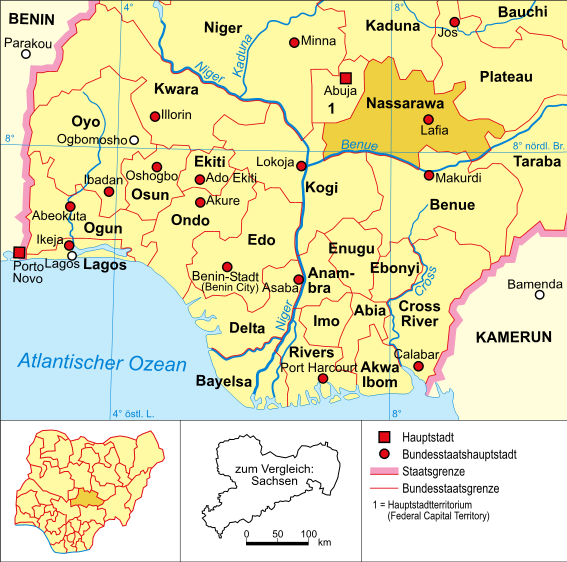
Lafias geografiska placering i centrala Nigeria

Lafia är en stad i centrala Nigeria. Den är administrativ huvudort för delstaten Nasarawa och har lite mer än 100 000 invånare (2006).